# Herminio Juan Quirós
Herminio Juan Quirós (Colón, 8 de febrero de 1873 - Paraná, 11 de septiembre de 1931) fue un político y abogado argentino, que ocupó el cargo de Gobernador de Entre Ríos entre 1930 hasta su fallecimiento en 1931.

## Biografía
Nació en la ciudad de Colón, siendo hijo de un escribano inmigrante español de Vigo, que desempeñaba funciones en la municipalidad de aquella ciudad, y de Juana Elizalde, nativa de la misma. Realizó sus estudios primarios en la Escuela Superior Graduada de Varones, una de las primeras escuelas de Colón. Posteriormente estudió en el Colegio Nacional de Concepción del Uruguay y se recibió de Abogado en la Universidad de Buenos Aires, donde también fue docente. En su juventud participó en las revoluciones radicales del siglo XIX, siendo secretario de Leandro N. Alem, lo cual deterioró severamente su salud.
Fue Intendente de Colón,—obras de Luis Perlotti, de quien era cercano, costeándoselos por cuenta propia—, asfaltado, etc. Su obras más prominentes fueron la costanera de la ciudad, la ampliación del puerto y el Club de Remeros. Otro legado fue el parque que hoy lleva su nombre.
Fue elegido Diputado nacional por Entre Ríos en 1920, siendo reelecto en dos oportunidades, aunque en la última ocasión su mandato fue interrumpido por el golpe de Estado de 1930. Sin embargo, Entre Ríos no fue intervenida en el golpe militar, manteniéndose el orden constitucional, y fue elegido como gobernador en 1930. Su vicegobernador Cándido Uranga falleció el 8 de mayo de 1931 y él fallece el 11 de septiembre de aquel año, asumiendo el presidente del senado Atanasio Eguiguren. 
A su fallecimiento sus restos fueron inhumados en el Cementerio de la Recoleta, para posteriormente ser trasladados a Colón. Ha recibido numerosos homenajes, especialmente en su ciudad natal, donde en la actualidad lleva su nombre un parque construido en su mandato, inicialmente destinado al establecimiento de escuelas.[cita requerida] Su monumento en la ciudad fue declarado Monumento Histórico Nacional.